# مسدس والتر P.38

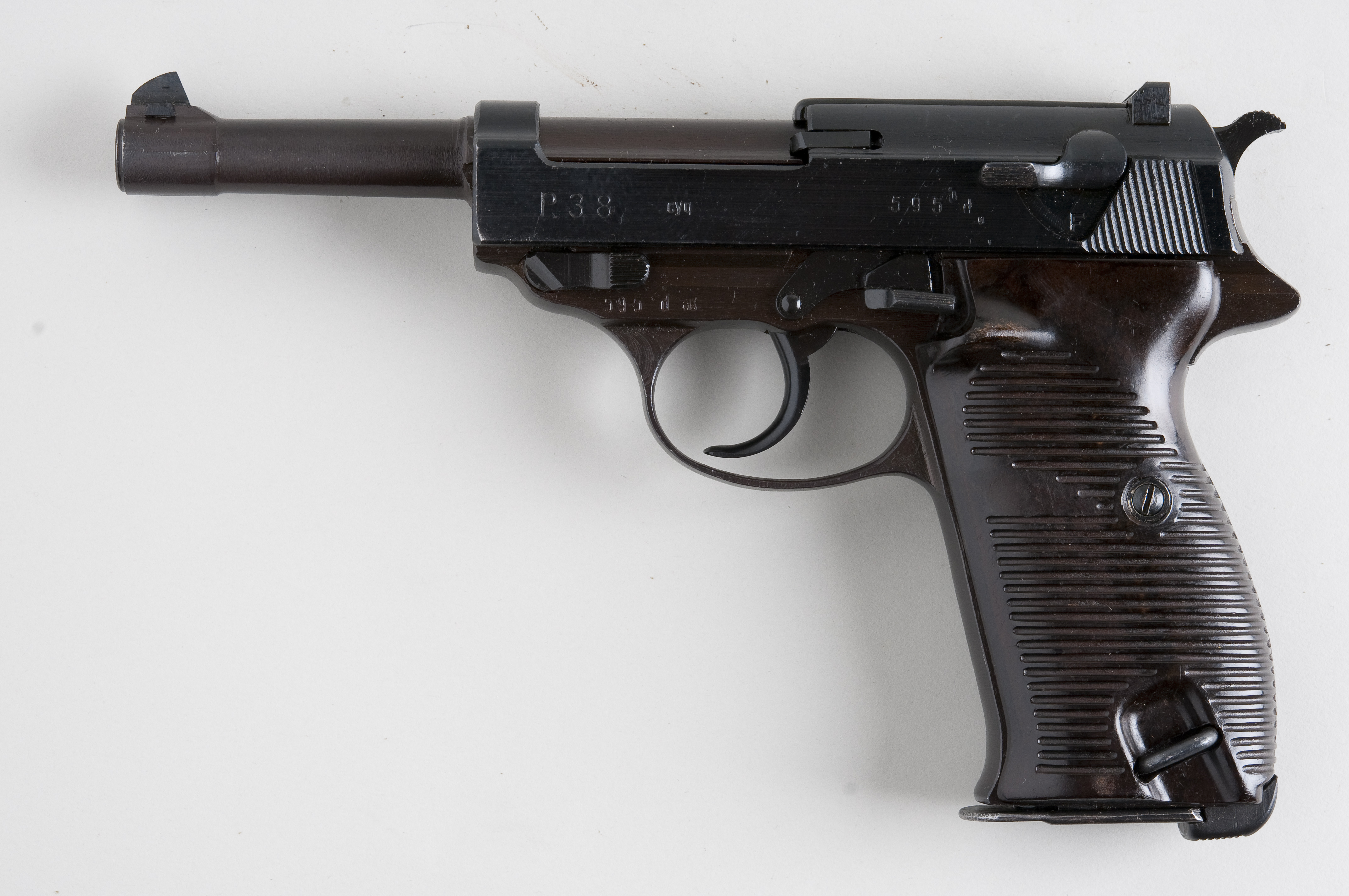

مسدس والتر P.38 هو أحد المسدسات الألمانية الصُنع.

## التصميم
كان هذا الطراز P38 أول مسدس مقفل يستخدم مشغلا مزدوج الحركة/احادى الحركة وتصميم الموخرة مغلق. والسلاح بغرفه مستديره، كما أنه يمكن أن تظل الرافعة في وضع الأمان أو في وضع الإطلاق ويظل السلاح جاهزا للإطلاق تقوم آليه إطلاق النار باستخراج وإخراج أول طلقة مستهلكة وتثبت المطرقة وتشغل طلقة جديدة لعملية أحادية الحركة مع كل طلقه لاحقة.

## الإنتاج الأولي
تم تجهيز مسدسات الإنتاج الأولى بقبضة من خشب الجوز، ثم جرى استبدالها بعد ذلك بقبضة من الباكليت وبعد ذلك تم استخدام مقابض الصفائح المعدنية لبعض الوقت على المسدسات المنتجة في فرنسا. بعد الحرب، أطلق الهواة عليه اسم «جراى جوستس» بسبب مقبضه المميز والصفائح المعدنية، وقد تم صنع قبضة P1 بعد الحرب من البلاستيك الأسود الملون.

## التطوير
تم في البداية قبول سلاح P38 من قبل الجيش الالماني في عام 1938، ولكن إنتاج مسدسات النموذج الأولي لم يبدأ حتى أواخر عام 1939. بدأت شركة فالتر التصنيع في مصنعها في Zella-Mehlis، وأُنتج ثلاث سلاسل من مسدسات الاختبار، ثم بعد ذلك بدأ الإنتاج الضخم في منتصف عام 1940 باستخدام رمز تعريف الإنتاج العسكرى لشركة Walther 480.